# Плужное (Мордовия)
Плужное — село в Краснослободском районе Республики Мордовия Российской Федерации. Входит в состав Гуменского сельского поселения.

## География
Находится на расстоянии примерно 4 км по прямой на юго-запад от районного центра города Краснослободск.

## История
Известно с начала XVII века, когда принадлежало боярину Борису Михайловичу Салтыкову. В 1869 году было учтено как казенное село Краснослободского уезда из 144 дворов. Известно о сооружении в 1608 году деревянной Богоявленской церкви и каменной одноименной церкви в 1899 году.

## Население
Постоянное население составляло 532 человека (русские 94%) в 2002 году, 487 в 2010 году .

## Инфраструктура
Личное подсобное хозяйство с зоной сельскохозяйственного использования, индивидуальная застройка усадебного типа.
Плуженский ДК, Плуженский ФАП.

## Транспорт
Автобусное сообщение с райцентром.  Остановки общественного транспорта «Плужное-1» и «Плужное-2». 